# Edifici a la plaça Major, 4 (Guissona)
Edifici a la plaça Major, 4 és una obra de Guissona (Segarra) protegida com a Bé Cultural d'Interès Local.

## Descripció
Edifici de pedra arrebossat amb tres plantes i golfes, enfront de l'església parroquial. A la planta baixa presenta tres arcs escarsers sustentats per pilars quadrangulars, seguint el model de la resta de galeries de la porxada de la plaça. En el primer pis trobem tres portes balconeres coronades per una llinda corbada, amb el seu respectiu balcó de forja, emmarcades per una motllura de pedra. El segon pis repeteix el model de la primera. La zona de les golfes l'ocupen tres òculs, a través dels quals entra la llum. Presenta una cornisa.
(Text procedent del POUM)